# 面對空飛彈
面對空飛彈（英語：Surface-to-Air Missile），專指由陸地或是艦艇上發射，攻擊空中目標，通常是飛行器或者是飛彈。另外一個常見的通稱是防空飛彈。

## 歷史
面對空飛彈的發展在第二次世界大戰後期已經展開，主要發展的國家當中最積極的莫過於飽受戰略轟炸機之苦的德國。
第二次大戰結束以後，攜帶原子彈的轟炸機的威脅遠超使用傳統炸彈的轟炸機，除了研發速度更快的攔截機以外，防空飛彈也成為許多國家取代高射炮的對空火力。這個發展趨勢不僅影響到地面防空需求，也逐漸延伸到水面艦艇的防空作戰上。
二次大戰期間飛機對於水面艦艇的破壞效果以及高射炮威力非常有限的情景，對許多海軍來說仍是餘悸猶存，由艦艇發射的防空飛彈逐漸取代甲板上林立的火炮網，也讓現代船艦的外觀呈現與過去截然不同的型態：大量的火炮被少數的飛彈發射器取代，大量的雷達充斥在船椲高處，提供遠距離的警戒情報。

## 種類

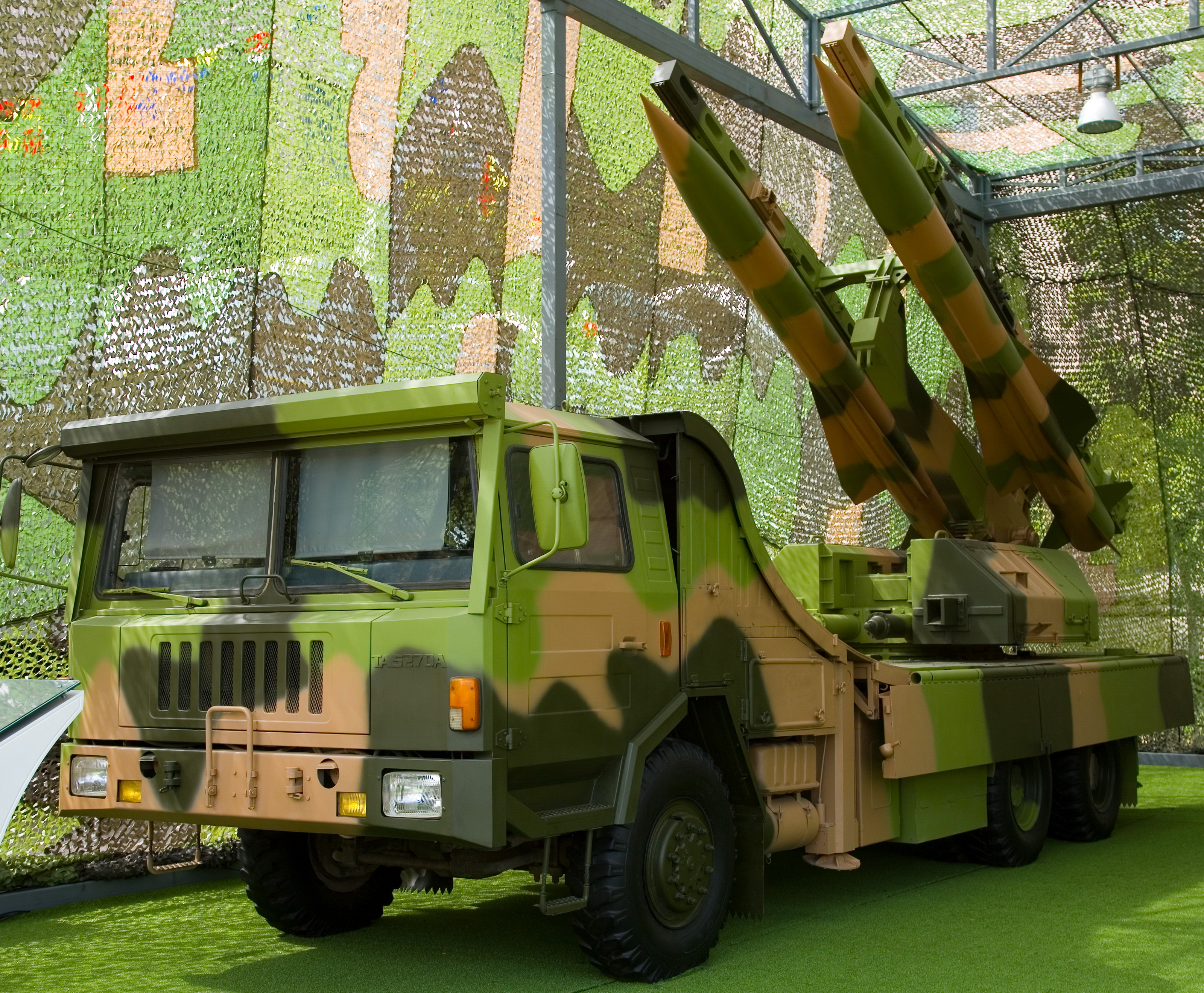
中國人民解放軍紅旗-12

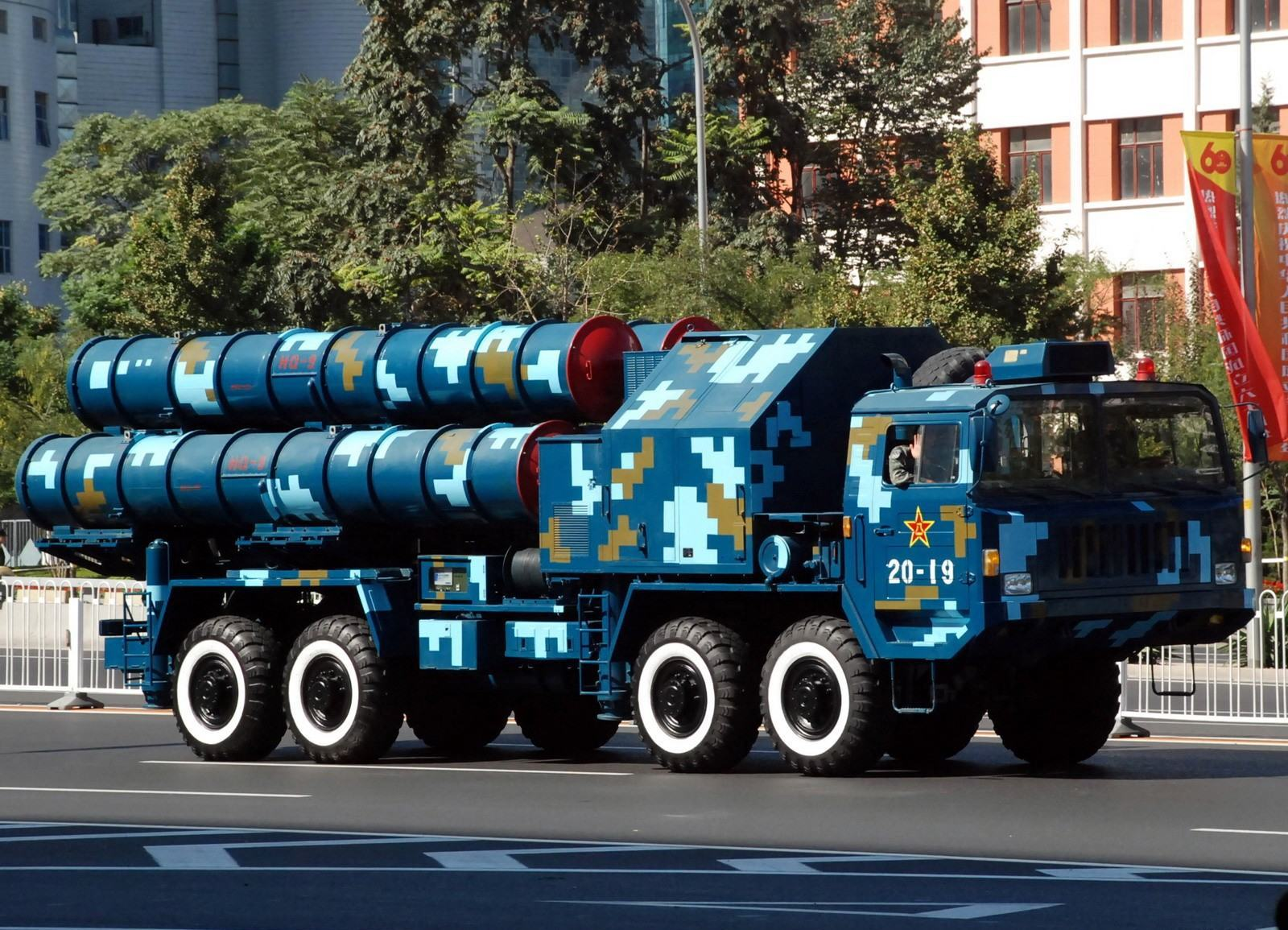
中國人民解放軍紅旗-9

### 以射程區分
面對空飛彈主要可以區分為中長程的區域面對空(防空)飛彈，短程的點防禦面對空(防空)飛彈以及輕型的肩射面對空(防空)飛彈。在中長程面對空飛彈當中，還有一類是專門或者是設計上兼具對付彈道飛彈的系統，又可以稱為反彈道飛彈（ABM）。

### 以發射的地理環境型態區分
面對空飛彈發射的地理環境型態有二大類，分別是陸地(地上(地面)、地下)與水中(水上(水面)、水下)。

### 以發射的載具區分
陸地發射載具又分成固定/拖曳/自走/便携式防空飛彈四類。以船舶作為載具的面對空飛彈又以水面艦艇為大宗，在潛艇上配備的系統並不多見。

### 以所属军种划分
- 防空部队的地空导弹：担负国土防空、要地防空任务。因此通常不追求越野机动性，常为固定发射架、半拖车/拖车发射架或者卡车发射架。因为掩护区域往往宽广，又深处己方腹地，有严密的国土防空雷达网与自动化的防空情报指挥通讯网络，有防空截击机/歼击机的配合作战，敌轰炸机/侦察机往往采取高空超高空进出，所以这类防空导弹常为高空远程导弹。如SA-2。导弹系统不追求具有独立作战能力，通常依托于国土防空雷达-指挥系统作战。
- 陆军的防空导弹：负责陆军大纵深进攻作战时伴随保护各级部队的机动与进攻，因此通常是履带式载具，具有强悍的越野机动能力，追求单车或者车组的独立作战能力（雷达、空情、指挥、火控等）。
- 空军的防空导弹：除了担负国土防空的空军，前线空军还会配置低空导弹系统以掩护机场、航空油库、指挥所、雷达阵地的安全。属于要点防空。
- 海军的防空导弹：水面舰艇的舰空导弹、潜艇水下发射的潜对空导弹可以打击敌方反潜巡逻机与直升机、岸防部队的地对空导弹掩护军港或抗登陆的岸炮阵地、岸对舰导弹阵地的安全。

### 以配属部队级别划分
- 方面军战区级别：典型代表是S-300-V，射程大于50公里，全高度全空域作战，掩护方面军指挥部、后勤物资集体、交通枢纽及其它高价值目标。
- 军／集团军级别：典型代表是山毛榉系统，射程在20－50公里，担负区域防空任务。
- 师级：典型代表是道尔系统，射程8－20公里，掩护所属师的基本行军队列与后勤、指挥所、技术分队的中低空中近程防空。
- 团级：典型代表是通古斯卡弹炮合一系统，配属于坦克团、摩托化步兵团等进攻矛头，伴随防空掩护，具有全地形通过能力、行进间警戒、目标识别、跟踪、火控制导全般能力与单车综合作战能力，负责近程中低空防空。
- 营级：肩射式（英语：Shoulder-fired missile）单兵导弹，打击敌方武装直升机，并迫使敌方固定翼战斗轰炸机不敢低飞。

### 发展划代
- 第一代导弹系统
  - SA-2
- 第二代导弹系统
  - SA-6
- 第三代导弹系统
  - S-300导弹
- 第四代导弹系统
  - S-500导弹
  - 具备KKV技术的“标准”3舰空导弹

## 導引方式
中長程的區域面對空飛彈都採用雷達導引，短程面對空飛彈則採用雷達與紅外線導引，肩射面對空飛彈絕大多數採取紅外線導引，只有極少數採用無線電指揮或者是雷射導引。

## 彈頭
目前公開的資料當中已經見不到早年使用的核子彈頭。早期的中長程面對空飛彈有部分配備核子彈頭以消滅攜帶核子彈的轟炸機。

## 各國／地区系統

### 陸上系統

#### 伊朗
- 巴瓦尔-373
- SA-68（仿製自S-200导弹[1]）
- SA-69（仿製自S-300导弹[1]）

#### 美国
- 勝利女神飛彈
- MIM-23鷹式飛彈
- MIM-104爱国者导弹

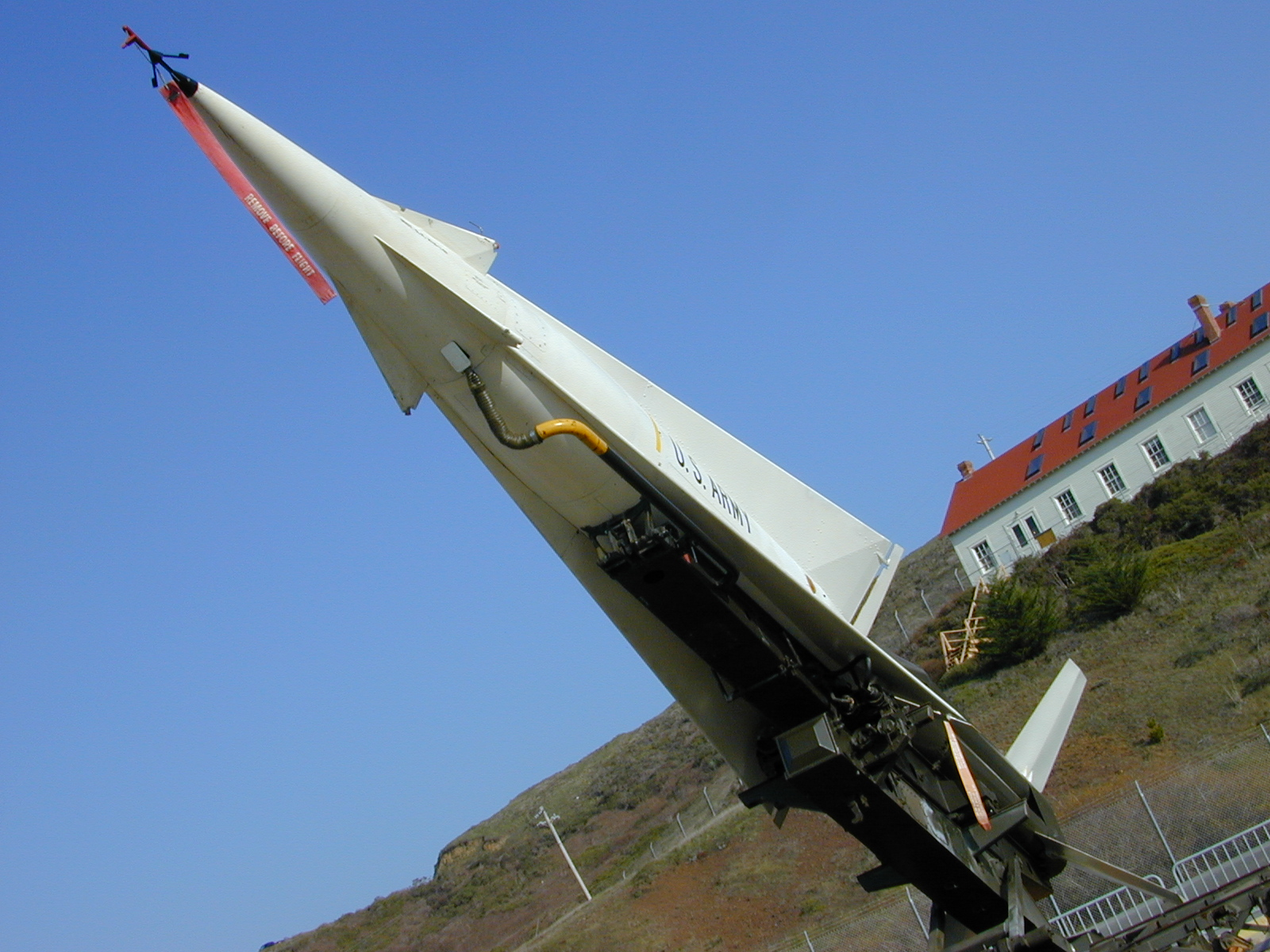
美國勝利女神力士型防空飛彈

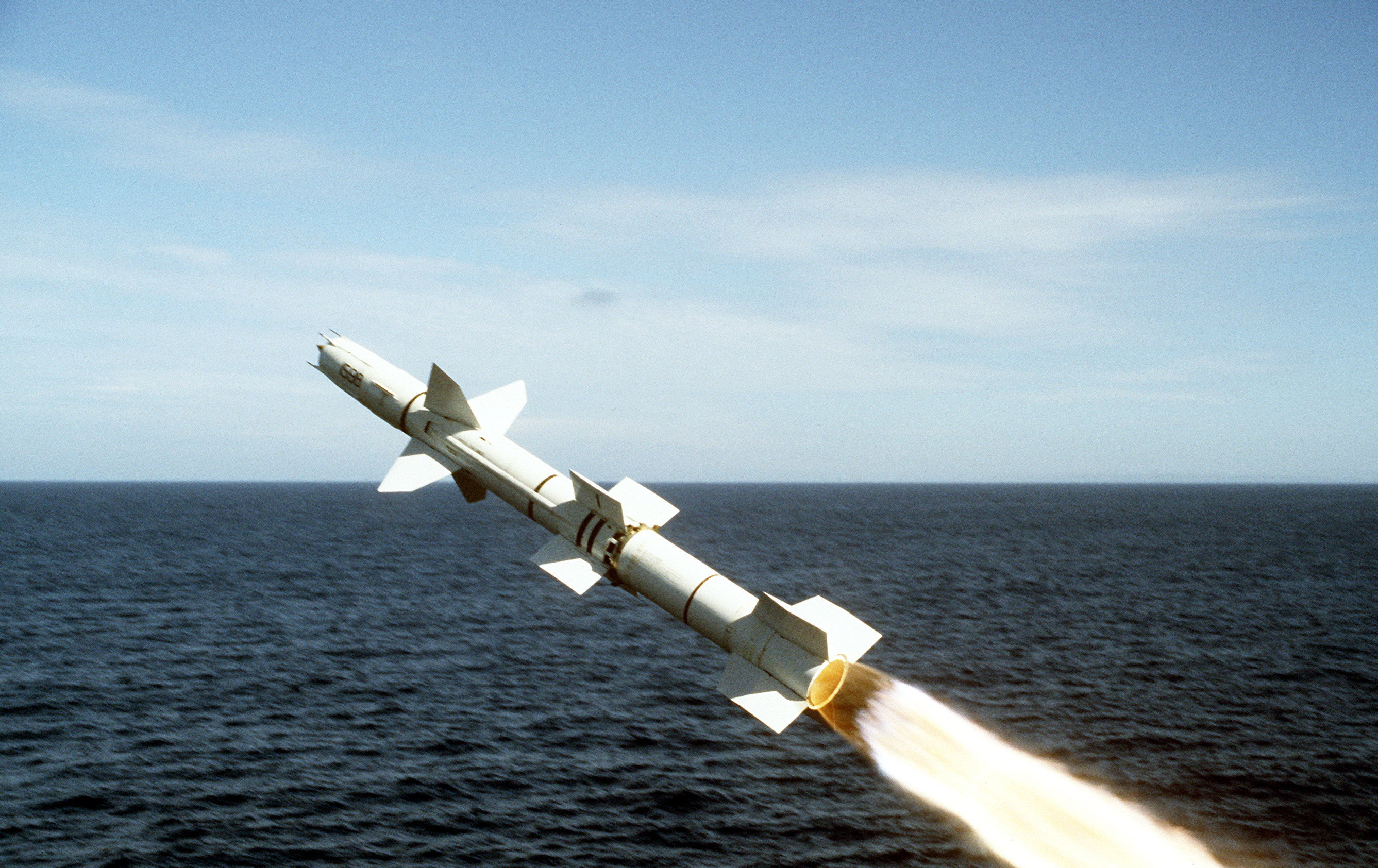
RIM-8防空飛彈

- MIM-7陸基麻雀飛彈（AIM-7麻雀飛彈的陸上版）
- FIM-92刺針便攜式防空飛彈
- MIM-72/M48欉樹飛彈
- 戰區高空防御飛彈
- 復仇者防空飛彈系統
- NASAMS

#### 苏联／俄羅斯
- SA-1导弹
- SA-2（S-75导弹）
- SA-3导弹
- SA-4导弹
- SA-5（S-200导弹）
- SA-6导弹
- SA-7
- SA-8导弹
- SA-9导弹
- SA-10（S-300导弹）
- SA-11（9K37导弹）
- SA-12[2]
- SA-13（9K35箭-10）
- SA-14（9K34箭-3便攜式防空飛彈）
- SA-15导弹
- SA-16（Igla-1）
- SA-17（9K37M1-2）
- SA-18（9K38針式防空飛彈）
- SA-19（2K22通古斯卡自行高射炮）
- SA-21（S-400导弹）

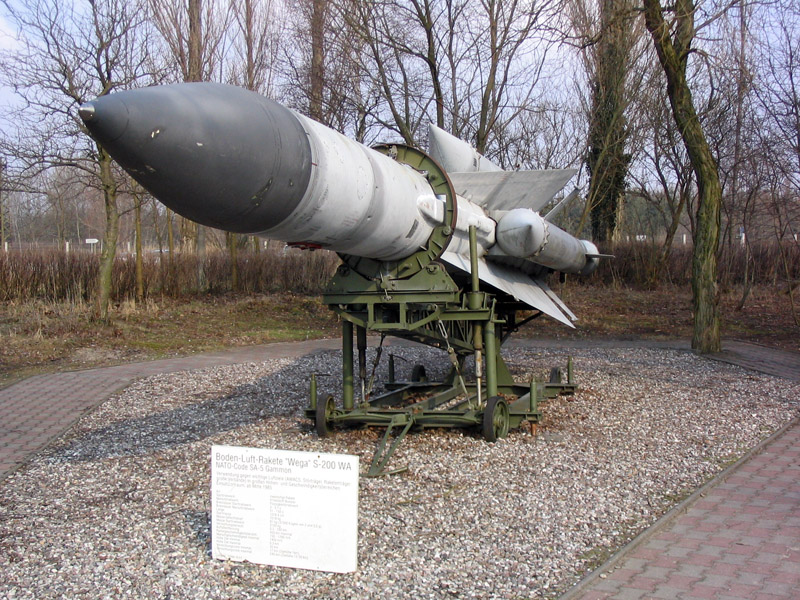
蘇聯S-200导弹

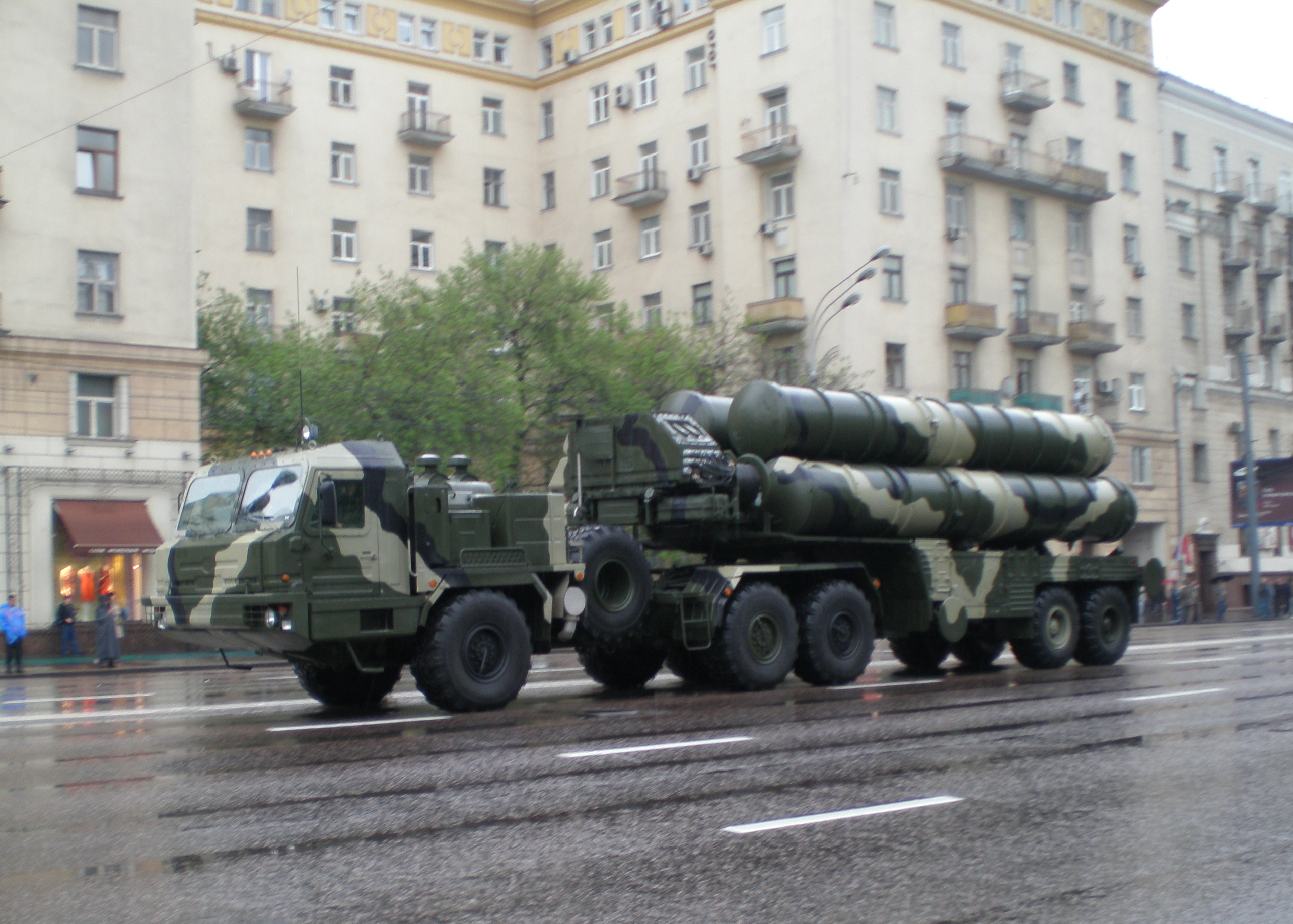
俄羅斯S-400导弹

- S-350「勇士」（Vityaz）防空飛彈系統（衍生自S-400飛彈系統[3]）
- 魯道特防空飛彈系統（依據S-400研發的海基版[4]）
- SA-24（Igla-s）
- SA-29（9K333柳樹便攜式防空飛彈）
- SA-N-1（SA-3导弹艦用型）
- SA-N-2（S-75导弹艦用版）
- S-500防空导弹系统
- SA-22灰狗（鎧甲-S1飛彈彈炮一體防空系統）

#### ROC

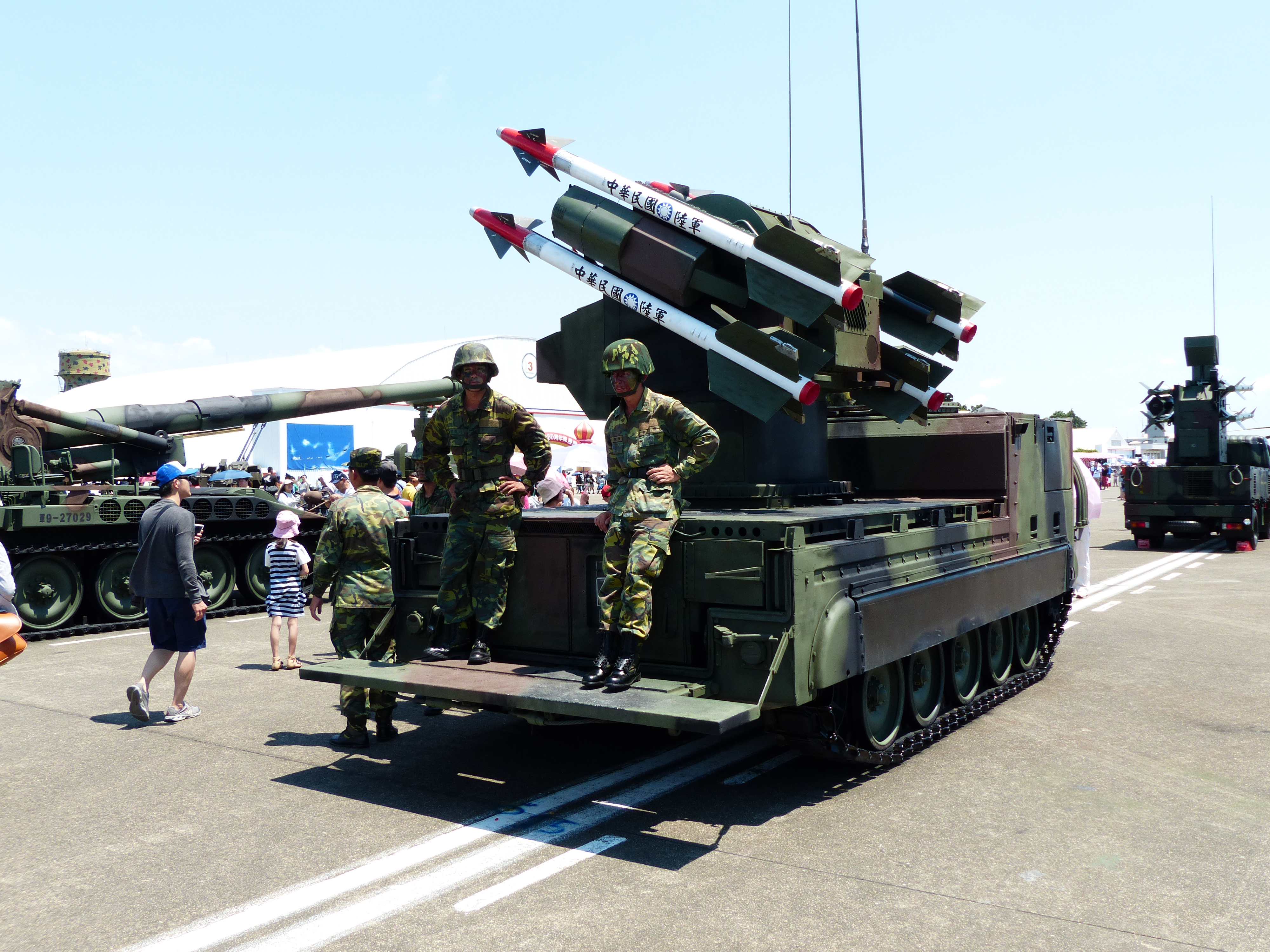
中華民國陸軍的M730榭樹飛彈車

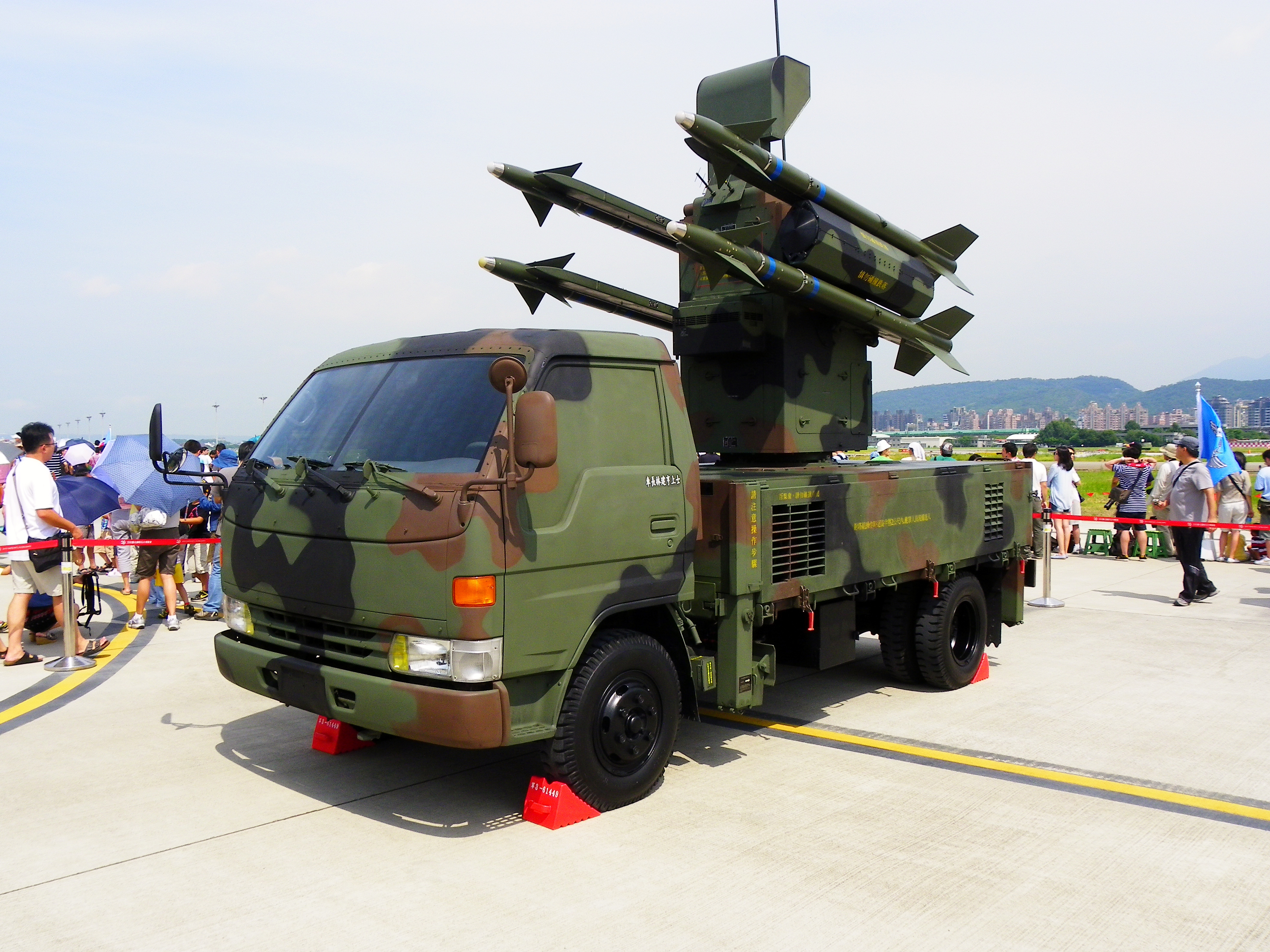
中華民國空軍的捷羚防空飛彈系統

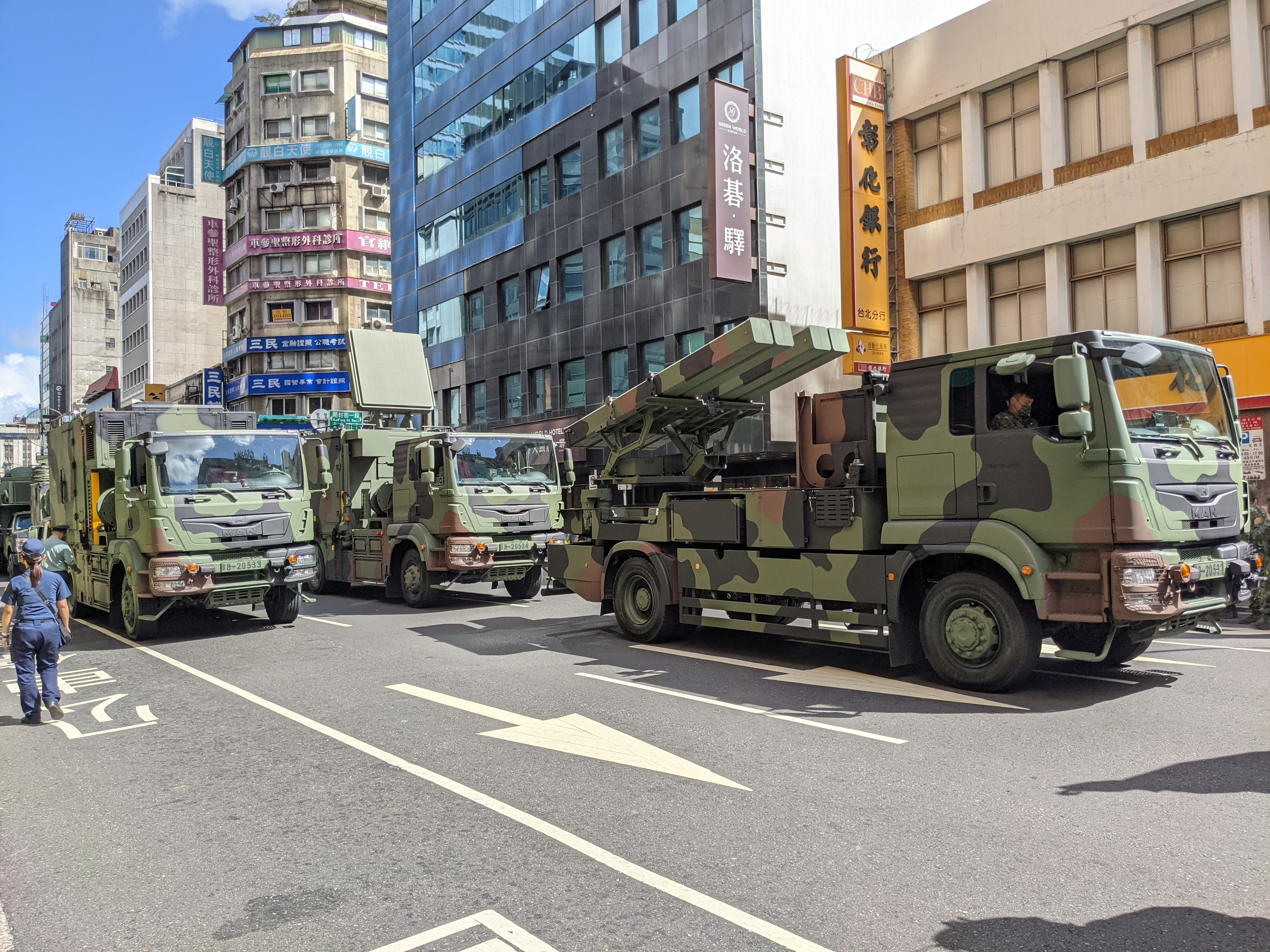
中華民國空軍的陸劍二飛彈車

#### 英国
- 輕劍防空飛彈
- 星光防空导弹
- 星暴防空导弹
- 吹管防空飛彈
- 海鏢飛彈
- 雷鳥防空飛彈
- CAMM飛彈

#### 德国
- 阿斯拉德陸基飛彈系統
- IRIS-T SL陸基飛彈系統
- LFK NG飛彈

#### 法國
- 西北風便攜式防空飛彈
- 响尾蛇导弹
- Aspic

#### 義大利
- Spada
- Aspide

#### 加拿大
- 阿達茨防空反坦克系統

#### 马来西亚
- “傑納斯”輕劍2000型飛彈
- Anza
- 陸基星暴防空飛彈
- 红缨-6便携式防空导弹
- SA-18防空导弹

#### 瑞典
- RBS 23（英语：RBS 23）
- RBS 70便攜式防空飛彈
- RBS 90（俄语：RBS 90）

#### 挪威
- NASAMS

#### 南非
- ZA-HVM
- SAHV-IR

#### 中华人民共和国
- 前衛系列便攜式防空導彈
- 红缨-5便携式防空导弹
- 飞弩-6便携式防空导弹
- 红旗-1中近程防空导弹
- 红旗-2中近程防空导弹
- 红旗-3中程防空导弹
- 红旗-4中远程防空导弹
- 红旗-7近程防空导弹
- 红旗-9中远程防空导弹
- 红旗-12中程防空导弹
- 紅旗-15（S-300导弹仿製型[5]）
- 红旗-16中程防空导弹
- 紅旗-17地對空飛彈系統
- 红旗-19地空导弹武器系统
- 红旗-22中远程防空导弹
- 红旗-26防空导弹
- 红旗-61近程防空导弹

#### 
- 天弓-1（천궁 (유도탄)）
- 天弓-2（천궁 2호）
- 天弓-3（천궁 3호）
- K-SAM天馬座（천마 (유도탄)）

#### 日本
- 81式
- 91式
- 93式近距離地對空飛彈
- 03式
- 11式

#### 中華民國
- 天弓一型防空飛彈
- 天弓二型防空飛彈
- 天弓三型防空飛彈
- 捷羚防空飛彈系統
- 陸劍羚防空飛彈系統
- 陸劍二防空飛彈系統

#### 以色列
- 闪电-1导弹
- 闪电-8导弹
- 箭式防空飛彈系統（Arrow）
- 箭式三型防空飛彈系統（Arrow 3）
- 鐵穹防禦系統

#### 多國合作
- 阿斯忒里翁导弹：英、法、意合作
- 羅蘭飛彈
- 守護者（Guardian）
- 闪电-8导弹：以色列、印度合作

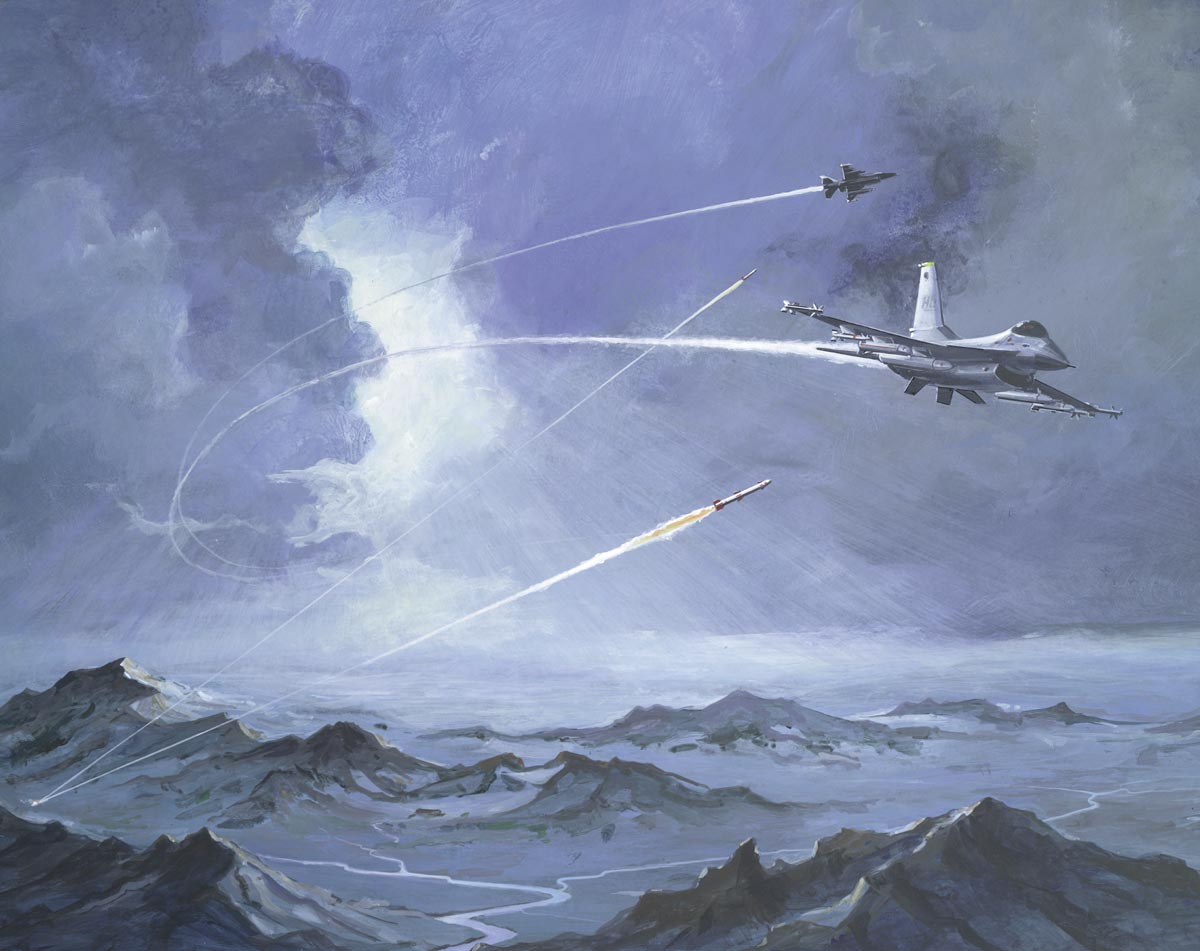
畫家筆下的地對空飛彈概念圖。圖中可見到蘇聯的S-300V飛彈（北約代號SA-12）正在鎖定追蹤兩架美軍的F-16戰機。

- FSAF前線地對空飛彈系列（Forward Surface-to-Air Family）
- IRIS-T SL陸基飛彈系統：德國、義大利、瑞典、希臘、挪威、西班牙合作

### 艦載系統

#### 美国

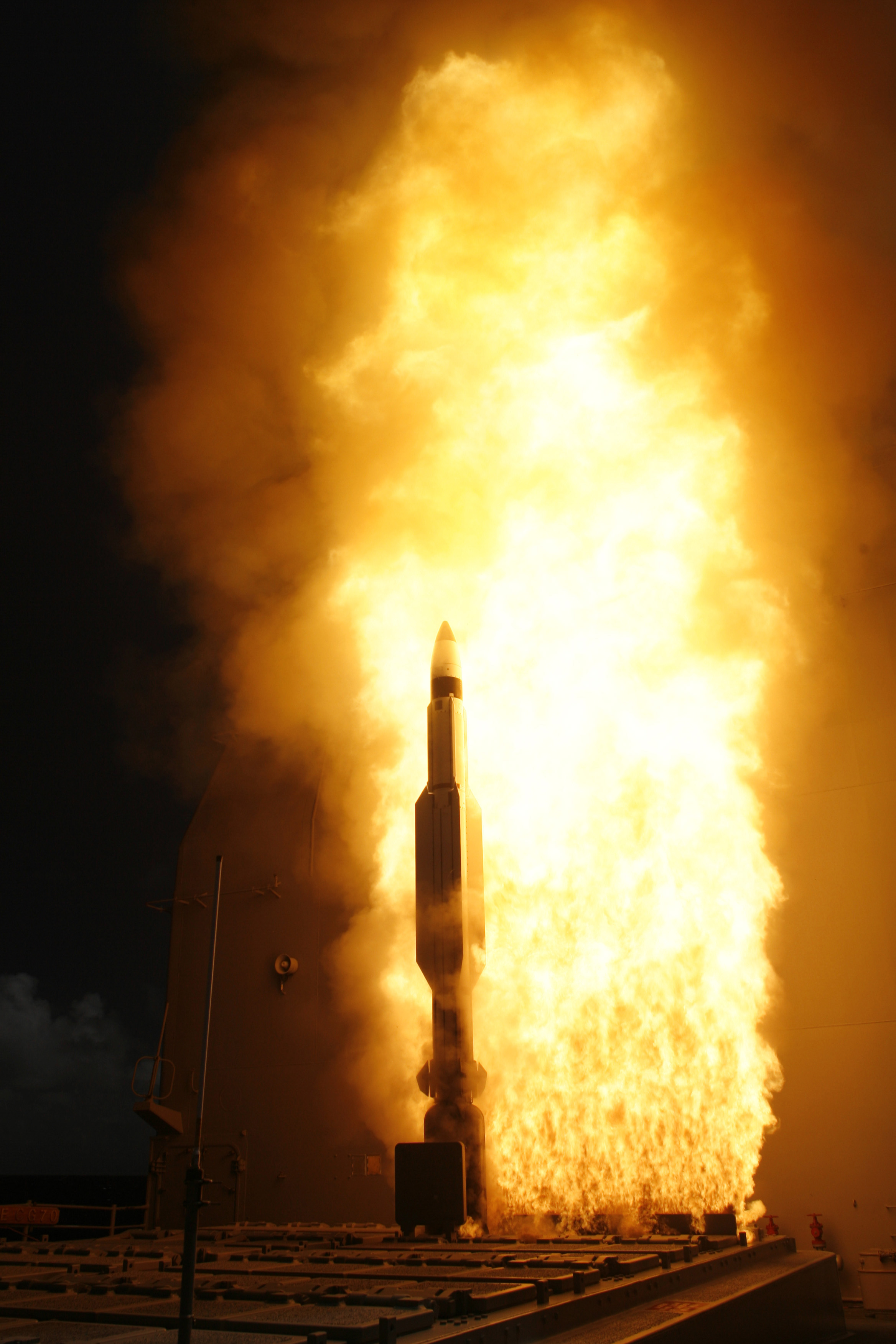
美國海軍巡洋艦伊利湖號飛彈巡洋艦（CG-70）於2007年4月26日發射RIM-161標準三型導彈

- RIM-7海麻雀式（Sea Sparrow）點防禦防空飛彈
- RIM-2㹴犬(Terrier)防空飛彈
- RIM-8護島神(Talos)防空飛彈
- RIM-24韃靼人(Tartar)防空飛彈
- RIM-66飛彈標準一/二型（Standard）區域防空飛彈
- RIM-67飛彈標準一/二型（Standard）區域防空飛彈
- RIM-156A標準二型（Standard）區域防空飛彈
- RIM-161標準三型（Standard）飛彈
- RIM-116公羊（RAM）點防禦防空飛彈
- RIM-174標準六型導彈 SM-6
- RIM-162改良型海麻雀（Evolved Sea Sparrow Missile，ESSM）飛彈

#### 苏联／俄羅斯
- SA-N-1波浪 (S-125)
- SA-N-2 Guideline (S-75)
- SA-N-3高脚杯 (4K60)
- SA-N-4 Gecko (9K33)
- SA-N-5 Grail (9K23)
- SA-N-6 Grumble (S-300)
- SA-N-7 Gadfly (9K37)
- SA-N-8小魔怪 (9K34)
- SA-N-9臂铠 (9K330)
- SA-N-10松鸡 (9K38)
- SA-N-11 Grison (9K22)
- SA-N-12 Grizzly (9K37)
- SA-N-14 Grouse (9K38)
- SA-N-20石像鬼 (S-300)

#### 英国
- 海鏢飛彈
- 海狼飛彈（英语：Sea Wolf (missile)）
- 海貓飛彈
- 海上捕手防空系統

#### 南非
- Umkhonto飛彈（英语：Umkhonto (missile)）

#### 多國合作
- 阿斯特飛彈

#### 法國
- 響尾蛇防空飛彈系統
- 西北風防空飛彈系統
- 薩達哈爾防空飛彈系統

#### 中华人民共和国
- 海紅旗-7
- 海紅旗-9
- 海红旗-10
- 海红旗-16
- 海紅旗-61

#### 中華民國
- 海劍羚飛彈系統
- 海劍二防空飛彈系統
- 海弓三防空飛彈系統

#### 
- 海弓防空飛彈系統（朝鲜语：해궁）